# WLAF Moscow 2020
La WLAF Moscow 2020 è la terza edizione dell'omonimo torneo di football americano femminile.

## Squadre partecipanti
| Club               | Città | Stadio | Sponsor ufficiale | Risultato nella stagione 2019 |
| ------------------ | ----- | ------ | ----------------- | ----------------------------- |
| Moscow Dragonflies | Mosca |        |                   |                               |
| Moscow Unicorns    | Mosca |        |                   |                               |
| Sechenov Phoenix   | Mosca |        |                   |                               |

## Calendario

### 1ª giornata
| Mosca 4 ottobre 2020, ore 15:30 | Moscow Unicorns | 22 – 6 | Moscow Dragonflies | Stadion Burevestnik |

### 2ª giornata
| Mosca 18 ottobre 2020, ore 16:00 | Sechenov Phoenix | 6 – 0 | Moscow Unicorns | Stadion Burevestnik |

### 3ª giornata
| Mosca 12 dicembre 2020, ore 16:30 | Moscow Dragonflies | 50 – 0 | Sechenov Phoenix | Manež Olimp |

## Classifica
La classifica della regular season è la seguente:
- PCT = percentuale di vittorie, G = partite giocate, V = partite vinte,  P = partite perse, PF = punti fatti, PS = punti subiti

| Pos. | Squadra            | PCT  | G | V | N | P | PF | PS |
| ---- | ------------------ | ---- | - | - | - | - | -- | -- |
| 1    | Moscow Dragonflies | .500 | 2 | 1 | 0 | 1 | 56 | 22 |
| 2    | Moscow Unicorns    | .500 | 2 | 1 | 0 | 1 | 22 | 12 |
| 3    | Sechenov Phoenix   | .500 | 2 | 1 | 0 | 1 | 6  | 50 |

## Verdetti
- Moscow Dragonflies Campionesse della WLAF Moscow 2020